# Хуморень
Хуморень, Хуморені (рум. Humoreni) — село у повіті Сучава в Румунії. Входить до складу комуни Коменешть.
Село розташоване на відстані 357 км на північ від Бухареста, 20 км на захід від Сучави, 132 км на північний захід від Ясс.

## Населення
За даними перепису населення 2002 року у селі проживали 1122 особи. Усі жителі села рідною мовою назвали румунську.
Національний склад населення села:
| Національність | Кількість осіб | Відсоток |
| -------------- | -------------- | -------- |
| румуни         | 870            | 77,5%    |
| цигани         | 251            | 22,4%    |